# Ommatius fallax
Ommatius fallax là một loài ruồi trong họ Asilidae. Ommatius fallax được Bigot miêu tả năm 1859.